# 3 000 meter för damer i friidrott vid olympiska sommarspelen 1984
3 000 meter för damer vid olympiska sommarspelen 1984 i Los Angeles avgjordes den 10 augusti. Detta var första gången som 3 000 meter fanns med på det olympiska friidrottsprogrammet.

## Medaljörer
| Gren        | Guld                      | Guld    | Silver                           | Silver  | Brons                         | Brons   |
| 3 000 meter | Maricica Puică · Rumänien | 8.35,96 | Wendy Smith-Sly · Storbritannien | 8.39,47 | Lynn Kanuka-Williams · Kanada | 8.42,14 |

## Resultat
- Q innebär avancemang utifrån placering i heatet.
- q innebär avancemang utifrån total placering.
- DNS innebär att personen inte startade.
- DNF innebär att personen inte fullföljde.
- DQ innebär diskvalificering.
- NR innebär nationellt rekord.
- OR innebär olympiskt rekord.
- WR innebär världsrekord.
- WJR innebär världsrekord för juniorer
- AR innebär världsdelsrekord (area record)
- PB innebär personligt rekord.
- SB innebär säsongsbästa.

### Final
| Placering | Final                      | Tid        |
| --------- | -------------------------- | ---------- |
|           | Maricica Puică (ROU)       | 8.35,96 OR |
|           | Wendy Smith-Sly (GBR)      | 8.39,47    |
|           | Lynn Kanuka-Williams (CAN) | 8.42,14    |
| 4.        | Cindy Bremser (USA)        | 8.42,78    |
| 5.        | Cornelia Bürki (SUI)       | 8.45,20    |
| 6.        | Aurora Cunha (POR)         | 8.46,37    |
| 7.        | Zola Budd (GBR)            | 8.48,80    |
| 8.        | Joan Hansen (USA)          | 8.51,53    |
| 9.        | Dianne Rodger (NZL)        | 8.56,43    |
| 10.       | Agnese Possamai (ITA)      | 9.10,82    |
| —         | Brigitte Kraus (FRG)       | DNF        |
| —         | Mary Decker (USA)          | DNF        |

### Försöksheat
- Hölls 1984-08-08

| Placering | Heat 1                     | Tid        |
| --------- | -------------------------- | ---------- |
| 1.        | Mary Decker (USA)          | 8.44,38 OR |
| 2.        | Lynn Kanuka-Williams (CAN) | 8.45,77    |
| 3.        | Agnese Possamai (ITA)      | 8.45,84    |
| 4.        | Aurora Cunha (POR)         | 8.46,38    |
| 5.        | Dianne Rodger (NZL)        | 8.47,90    |
| 6.        | Jane Furniss (GBR)         | 8.48,00    |
| 7.        | Helen Kimaiyo (KEN)        | 8.57,21    |
| 8.        | Roisin Smyth (IRL)         | 9.01,69    |
| 9.        | Raida Abdallah (JOR)       | 10.48,00   |
| —         | Helen Ritter (LIE)         | DNS        |

| Placering | Heat 2                | Tid     |
| --------- | --------------------- | ------- |
| 1.        | Brigitte Kraus (FRG)  | 8.57.53 |
| 2.        | Joan Hansen (USA)     | 8.58,64 |
| 3.        | Wendy Smith-Sly (GBR) | 8.58,66 |
| 4.        | Maria Machado (POR)   | 9.01,77 |
| 5.        | Donna Gould (AUS)     | 9.05,56 |
| 6.        | Eva Ernström (SWE)    | 9.06,54 |
| 7.        | Annette Sergent (FRA) | 9.15,82 |
| 8.        | Sue French (CAN)      | 9.24,66 |
| 9.        | Liliana Gongora (ARG) | 9.41,14 |
| 10.       | Hwinga Mwanjala (TAN) | 9.42,66 |

| Placering | Heat 3                       | Tid     |
| --------- | ---------------------------- | ------- |
| 1.        | Maricica Puică (ROU)         | 8.43,32 |
| 2.        | Cindy Bremser (USA)          | 8.43,97 |
| 3.        | Zola Budd (GBR)              | 8.44,62 |
| 4.        | Cornelia Bürki (SUI)         | 8.45,82 |
| 5.        | Monica Joyce (IRL)           | 8.54,34 |
| 6.        | Geri Fitch (CAN)             | 9.07,18 |
| 7.        | Marie-Jane Mukamurenzi (RWA) | 9.27,08 |
| 8.        | Geeta Zutshi (IND)           | 9.40,63 |
| 9.        | Kriscia Lorena García (ESA)  | 9.42,28 |
| —         | Monica Regonesi (CHI)        | DNF     |
| —         | Rosa Mota (POR)              | DNF     |